# 田心 (臺中市)
田心，是臺灣臺中市南屯區的一個傳統地域名稱，也是全區行政中心所在地，位於該區東部。相較於今日行政區，其範圍大致包括田心里不含北部凸出部分的大部分地區及西北端、文心里不含北端、同心里、向心里、豐樂里北部邊界地帶東側、大同里不含東北端、大誠里、大興里不含東南端，以及西區的公正里西南部凸出部分。

## 歷史
因初期建莊於田園中心，故以此命名。
台灣清治末期至日治初期，田心地區為一街庄，稱為「田心庄」，隸屬於捒東下堡。該庄北與溝仔墘庄、蔴園頭庄為鄰，東與土庫庄為鄰，東南邊一小段與半平厝庄為界，南邊及西邊南段為蔴糍埔庄，西邊北段為犁頭店街。
1901年（日治明治三十四年）11月，全台廢縣廳改設二十廳，該庄隸屬於臺中廳。1903年（明治三十六年）6月，該庄編入「犁頭店區」，隸屬於臺中廳。1909年（明治四十二年）10月，合併二十廳為十二廳，犁頭店區隸屬不變。1920年（大正九年），全台地方制度大改正，廢十二廳改設五州二廳，該庄改制為「田心」大字，隸屬於臺中州大屯郡南屯庄。
戰後土庫劃入西區，隸屬於臺灣省轄臺中市，大字亦改制為里。2010年12月，臺中縣市合併為直轄臺中市，西區隸屬不變。

## 聚落
本地區發展較早的聚落有田心、牛虛、尾厝、江厝等，在日治期初期的官方地圖上已有記載。

## 交通
市道136號（南屯路二段）是臺中市龍井區至南投縣國姓鄉龜溝的道路，大致以西北西—東南東走向蜿蜒經過田心地區中部偏南地帶。由該道路向西北西可前往南屯市區、國道1號南屯交流道、大肚東北部邊界地帶、龍井東部、沙鹿西南部、梧棲與龍井交界地帶並止於省道台17線路口，向東南東可前往台中市區、太平、國姓並止於省道台14線路口。

## 學校
- 永春國小
- 大新國小（南半部）

## 運動休閒
- 文心森林公園（南部中段）